# Lenfilm
Kinostudia „Lenfilm” (în rusă Киностудия Ленфильм) este o unitate de producție cinematografică din Federația Rusă, cu propriul studio de film, situată în Sankt Petersburg, Rusia, fostul Leningrad, R.S.F.S.R. Astăzi OAO "Kinostudiya Lenfilm", este o societate cu mizele sale sunt împărțite între proprietarii privați și mai multe private, studiouri de film, care funcționează în incinta. Începând din octombrie 2012 președintele consiliului de administrație este Fiodor Bondarciuk.

## Istoric

### Înainte de Lenfilm
St. Petersburg a fost sediul mai multor studiouri de film rusești și franceze încă de la începutul anilor 1900. Omul de afaceri petersburghez Vladislav Karpinski a înființat în 1908 compania de producție de film "Ominum Film", care a produs filme documentare și artistice pentru cinematografele locale. În 1910 unul dintre cele mai active studiouri private era "Neptun" din Sankt-Petersburg, unde personalități precum Vladimir Maiakovski și Lilya Brik și-au realizat primele filme mute, care au avut premiera în 1917 și 1918.
Terenul Lenfilm s-a aflat inițial în proprietatea privată a grădinii de vară Aquarium, care a aparținut comerciantului Gheorghi Alexandrov, ce deținea un restaurant, o grădină publică și un teatru pe același spațiu. Compozitorul Piotr Ceaikovski a venit la ceea ce era atunci Teatrul Aquarium (și acum este Scena nr. 4 a Lenfilm) în 1893 ca invitat la interpretarea uverturii baletului Spărgătorul de nuci. Celebrul bas rus Feodor Șaliapin a interpretat pe scena de aici în anii 1910 și la începutul anilor 1920. Vedetele epocii sovietice au susținut, de asemenea, spectacole aici, ca de exemplu Isaak Dunaevski și Leonid Utiosov cu formația sa de jazz în cursul anilor 1920 și 1930.

### Industria de film din Petrograd și Leningrad
Spațiile și dotările studioului de film de la Leningrad au fost naționalizate în anul 1918. În doar câțiva ani compania sovietică de film a purtat mai multe nume diferite, cum ar fi "Comitetul pentru Cinema din Petrograd" și "SevZapKino". În 1923 grădina Aqarium a fuzionat cu "SevZapKino" și cu mai multe studiouri mai mici pentru a forma compania de film sovietică din Sankt-Petersburg. În perioada 1924 - 1926 ea a fost numită temporar Fabrica de Film Goskino din Leningrad și și-a schimbat numele de mai multe ori în cursul anilor 1920 și 1930.
La acea vreme erau activi în cadrul studioului numeroși cineaști, scriitori și actori notabili precum Evgheni Zamiatin, Grigori Kozințev, Iosif Heifeț, Serghei Eisenstein, Serghei Iutkevici, Dmitri Șostakovici, Nikolai Akimov, Iuri Tînianov, Veniamin Kaverin, Viktor Șklovski, scriitorii din cadrul grupului Frații Serapion, precum și multe alte personalități ale culturii sovietice și ruse.

### Lenfilm
Începând din 1934 studioul a fost numit Lenfilm.
În timpul epocii sovietice Lenfilm era a doua unitate de producție ca mărime (după Mosfilm) a industriei de film sovietice, care era formată din peste 30 de studiouri de film răspândite pe întreg teritoriul fostei Uniuni Sovietice.
În timpul celui de-al Doilea Război Mondial și al Asediului Leningradului foarte puțini cineaști au rămas activi în Leningradul asediat și au făcut filme documentare despre lupta eroică împotriva naziștilor. În același timp, majoritatea personalului și al unităților de producție ale studioului Lenfilm au fost evacuate în orașe din Asia Centrală precum Alma-Ata (1942) și Samarkand. Acolo "Lenfilm" a fuzionat temporar cu alte studiouri de film sovietice în Studioul Central de Film Unit (TsOKS). Lenfilm s-a întors la Leningrad în anul 1944.
Astăzi, în Teatrul Aquarium există o scenă pe care au fost turnate multe filme celebre ale Lenfilm și în care au jucat multe vedete de film. George Cukor a făcut aici în 1975 un film numit Pasărea albastră. Elizabeth Taylor a fost aici; ea a interpretat-o pe Regina luminii în acel film. Jane Fonda și Ava Gardner – au lucrat aici, pe Scena nr. 4. Orlando a fost parțial filmat aici cu Tilda Swinton. Afgan Breakdown a fost turnat aici de Vladimir Bortko, cu Michele Placido, care a interpretat un colonel rus. Până la începutul anilor 1990 au lucrat aici o duzină de scenariști americani celebri, câștigători de Oscar.
Până la sfârșitul perioadei sovietice, Lenfilm a produs aproximativ 1.500 de filme. Multe filme clasice au fost produse la Lenfilm, iar unele dintre acestea au primit premii internaționale la diverse festivaluri de film.

### Astăzi
După dizolvarea Uniunii Sovietice, Lenfilm a devenit o companie cvasi-privată  de producție de film din Rusia, păstrându-și numele în ciuda redenumirii orașului Leningrad în St. Petersburg.
Lenfilm este un loc care este strâns legat de celebrități mondiale precum Jane Fonda, Maximilian Schell, Marina Vlady, Julia Ormond, Michael Caine, William hurt, Sophie Marceau, Sean Bean, Sandrine Bonnaire, Gérard Philipe și cu mulți ruși precum Vladimir Maiakovski, Dmitri Șostakovici, Alexandr Nei, Kirill Lavrov, Daniil Granin, Pavel Kadocinikov, Alexandr Demianenko, Serghei Kuriohin, și mulți alții.
În 2004 "Kinostudiya Lenfilm" a fost reorganizat într-o companie cu capital integral privat.
În 2007, "Kinostudiya Lenfilm", împreună cu Apple IMC au deschis centrul de instruire în post-producție Apple pentru producătorii de film, în care computerele Apple sunt folosite pentru editare și efecte speciale, precum și pentru formarea și certificarea editorilor de film în Final Cut Pro 5.1 și în alte programe Apple.

## Filmografie
- 1934 Ceapaev (Чапаев), (film cult), regizat de frații Vasiliev
- 1940 Poveste muzicală (Музыкальная история), regia Aleksandr Ivanovski
- 1941 Mascarada (Маскарад), regia Serghei Gherasimov
- 1946 Batalionul de mare (ru: Морской батальон / Morskoi batalion), regia Aleksandr Faințimmer, Adolf Minkin
- 1947 Balerina (ru: Солистка балета / Solistka baleta), regia Aleksandr Ivanovski
- 1947 Cenușăreasa în țara basmelor (Золушка) (ecranizare a Cenușăresei)
- 1949 Alexander Popov (Александр Попов / film biografic)
- 1949 Drum bun (Счастливого плавания!), regia Nikolai Lebedev
- 1952 Cadavrul viu (Живой труп / Jivoi trup), regia Vladimir Vengherov, Vladimir Kojici, Antonin Dauson
- 1952 Primul spectacol (Концерт мастеров искусств), regia Aleksandr Ivanovski
- 1954 Îmblânzitoarea de tigri (Укротительница тигров), regia Aleksandr Ivanovski
- 1954 The Boys from Leningrad (Запасной игрок), cu Gheorghi Vițin, Vs. Kuznețov și Pavel Kadocihnikov.
- 1955 Tăunul (Овод / Ovod), regia Aleksandr Faințimmer
- 1955  Urme pe zăpadă (Следы на снегу/Sledî na snegu), regia Adolf Bergunker
- 1956 Старик Хоттабыч / Old Khottabych (aka. The Flying Carpet) regizat de  Ghennadi Kazanski, cu Nikolai Volkov și Aleșa Litvinov
- 1957 Don Quijote (Дон Кихот / Don Kihot), regia Grigori Kozințev
- 1958 Gloria Balticii (Балтийская слава / Baltiskaia slava), regia Ian Frid
- 1958 Părinți și copii (Отцы и дети / Otțî i deti), regia Adolf Bergunker
- 1959 Evgheni Oneghin (Евгений Онегин), regia Roman Tihomirov
- 1959 În zgomotul roților (Под стук колёс / Pod stuk kolios), regia Mihail Erșov
- 1960 Doamna cu cățelul (Дама с собачкой), regia Iosif Heifiț, cu Iia Savvina și Aleksei Batalov
- 1960 Dama de pică (Пиковая дама), regia Roman Tihomirov (ecranizare)
- 1960 Sfioasa (Кроткая), regia Aleksandr Borisov, cu Iia Savvina și Andrei Popov
- 1962 Omul amfibie (Человек-амфибия) (ecranizare) regizat de  Ghennadi Kazanski și Vladimir Cebotariov
- 1962 713 cere aterizarea (713ый просит посaдку / 713 prosit posadku), regia Grigori Nikulin
- 1962 Pescărușul negru (Чёрная чайка), regia Grigori Koltunov
- 1963 Каин XVIII / Kain XVIII, regizat de  Erast Garin (ecranizare)
- 1964 Hamlet (Гамлет), regia Grigori Kozințev, nominalizat la Premiul Leul de Aur la Festivalul de Film de la Veneția în 1962 și câștigător al Premiului Special al Juriului.
- 1964 Ciocârlia (Жаворонок / Javoronok), regia Nikita Kurihin și Leonid Menaker
- 1966 În orașul „S” (V gorode S.), regia Iosif Heifiț
- 1967 Careta verde	(Зелёная карета / Zelionaia kareta), regia Ian Frid
- 1968 Sezon mort (Мёртвый сезон) (film de spionaj), regizat de  Savva Kuliș, cu Donatas Banionis și Rolan Bîkov
- 1969 Cadavrul viu (Живой труп / Jivoi trup), regia Vladimir Vengherov
- 1970 Franz Liszt. Dreams of love (Ференц Лист) (dramă), regizat de Márton Keleti, cu Imre Sinkovits și Ariadna Șenghelaia
- 1970 Regele Lear (Король Лир), regia Grigori Kozințev
- 1971 Dauria (Даурия), regizat de Viktor Tregubovici (ecranizare), cu Vitali Solomin și Efim Kopelian;
- 1976 Pasărea albastră (The Blue Bird / Синяя птица), regia George Cukor, cu Elizabeth Taylor (cu Twentieth Century Fox);
- 1976 Twenty Days Without War, regizat de Aleksei Gherman;
- 1977 Fetițo, vrei să joci în film? (Девочка, хочешь сниматься в кино?), regia Adolf Bergunker;
- 1977 Taina muntelui de aramă (Степанова памятка / Stepanova pameatka), regia Konstantin Erșov;
- 1978 Одинокий голос человека / The Lonely Voice of Man, regizat de  Alexander Sokurov (dramă)
- 1980 Разжалованный / The Degraded, regizat de Alexander Sokurov (scurtmetraj)
- 1981 Câinele din Baskerville (Приключения Шерлока Холмса и доктора Ватсона. Собака Баскервилей / Câinele din Baskerville), regia Igor Maslennikov (ecranizare)
- 1981 De trei ori despre dragoste (Трижды о любви), regia Viktor Tregubovici
- 1982 Dama de pică (Пиковая дама), regia Igor Maslennikov
- 1982 Golos (Голос), regizat de  Ilia Averbah (dramă), cu  Natalia Saiko și Leonid Filatov;
- 1983 Скорбное бесчувствие / Painful Indifference, regizat de  Alexander Sokurov (film de război)
- 1986 Ампир / Empire, regizat de  Alexander Sokurov (scurtmetraj)
- 1987 Письма мёртвого человека / Dead Man's Letters (SF)
- 1989 Vagrant Bus (The Stray bus), regizat de  Joseph Kheifits, cu Lev Borisov, Mihail Jigalov, Athanasius Trișkin, Serghei Parșhin, Hope Eremina și Leah Ahedjakova.
- 1990 Taxi Blues co-producție.
- 1991 Афганский излом / Afghan Breakdown (film de război)
- 1991 My best friend, General Vasili, son of Joseph Stalin (Мой лучший друг, генерал Василий, сын Иосифа), regizat de  Viktor Sadovski, cu Boris Șcerbakov și Vladimir Steklov.
- 1995 Особенности национальной охоты / Peculiarities of the National Hunt (comedy), regizat de Aleksandr Rogojkin.
- 2008 Paper Soldier
- 2010 The Amazing Race 17 had a task in which the teams must search through a thousand filmstrips for a filmstrip from October.
- 2011 The White Guard: Белая гвардия, Prima adaptare a The White Guard de Mihail Bulgakov cu Konstantin Habenski și Mihail Porecenkov. Regizat de  Serghei Snejkin
- 2012 Sherlock Holmes: Шерлок Холмс. serial TV rusesc regizat de Andrei Kavun
- 2012 Idolatress: (Поклонница)
- 2013 Hard to be a God
- 2014 Catherine the Great (regizat de Igor Zaițev)

Mai multe producții internaționale au fost realizate în colaborare cu "Lenfilm". Anna Karenina (Анна Каренина) a fost produs de Warner Bros. și Icon Intl., deși mulți actorii, echipa și facilități de producție de la Lenfilm au fost implicați la fel ca în Синяя птица / Pasărea Albastră, iar Franz Liszt. Visele de dragoste (Ференц Лист), un film maghiar al Mafilm, a fost realizat în colaborare cu Lenfilm.